# نصب جيفرسون التذكاري
نصب جيفرسون التذكاري هو معلم يوجد في واشنطن. أقيم تذكارا للرئيس توماس جيفرسون (1743- 1826)، وهو من إنجاز المهندس المعماري جون روسل بوب (John Russell Pope). يقع النصب بجانب منتزه ناشونال مول.

## تاريخ
- في عام 1930 اتخذ الرئيس الأمريكي فرانكلين روزفلت مبادرة بتكريم جيفرسون، ولهذا الغرض قدم عام 1934 مشروع قرار للكونغرس الأمريكي، وأكلف بإنجازه المهندس المعماري جون روسل بوب 1874-1937 الذي أنجز أيضا بناية رواق الفن الوطني. وقد أراد من خلاله أن يجسم إعجاب جيفرسون بالمعالم الرومانية.
- بدأ الأشغال إقامة النصب عام 1939 ودشن في 13 أبريل 1946 بمناسبة الذكرى المئوية الثانية لميلاد جيفرسون. ويعتبر هذا المعلم إحدى أواخر الإنجازات الفنية الجميلة في الولايات المتحدة، وقد تعرض لانتقاد محبي الأسلوب العالمي.

## وصفه
- يتميز النصب بأسلوبه النيوكلاسيكي.
- يتكون النصب من قبة ورواق أبيضين.
- يبلغ ارتفاع قبة النصب 39 مترا.
- ويوجد بداخله تمثال برونزي كبير لجيفرسون، وهو من إنجاز رودولف إيفانس (Rudolph Evans)، وقد أضيف هذا التمثال بعد أربع سنوات من تدشين النصب.

## معرض صور

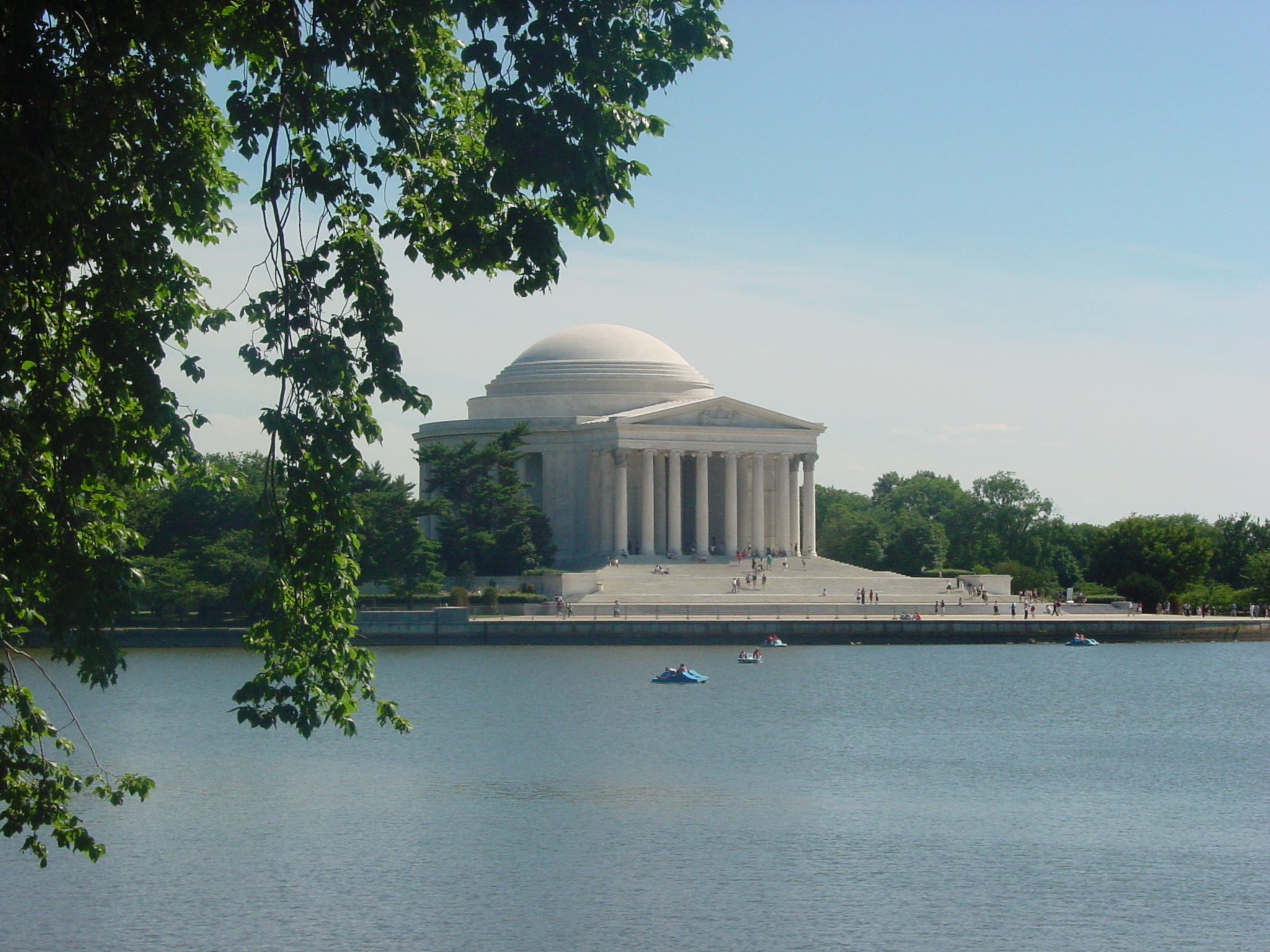
نصب جيفرسون
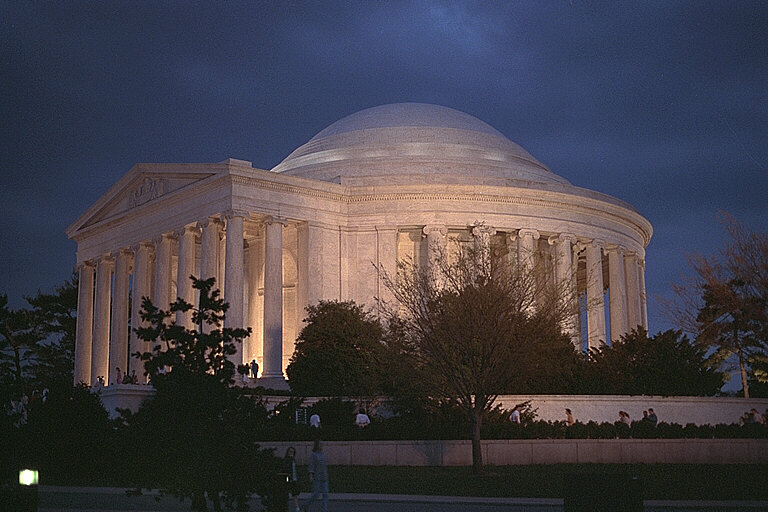
مشهد ليلي
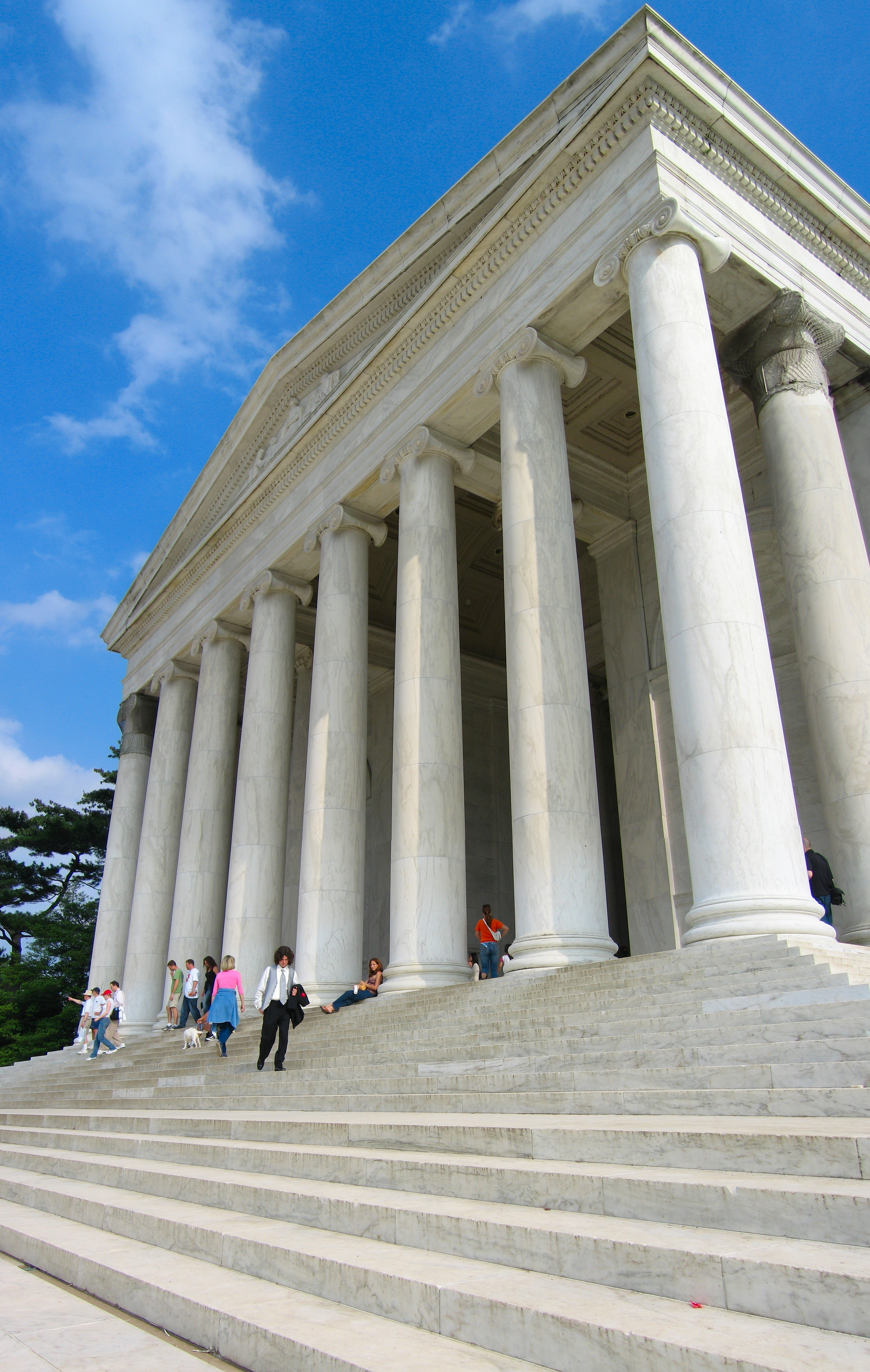
المدارج
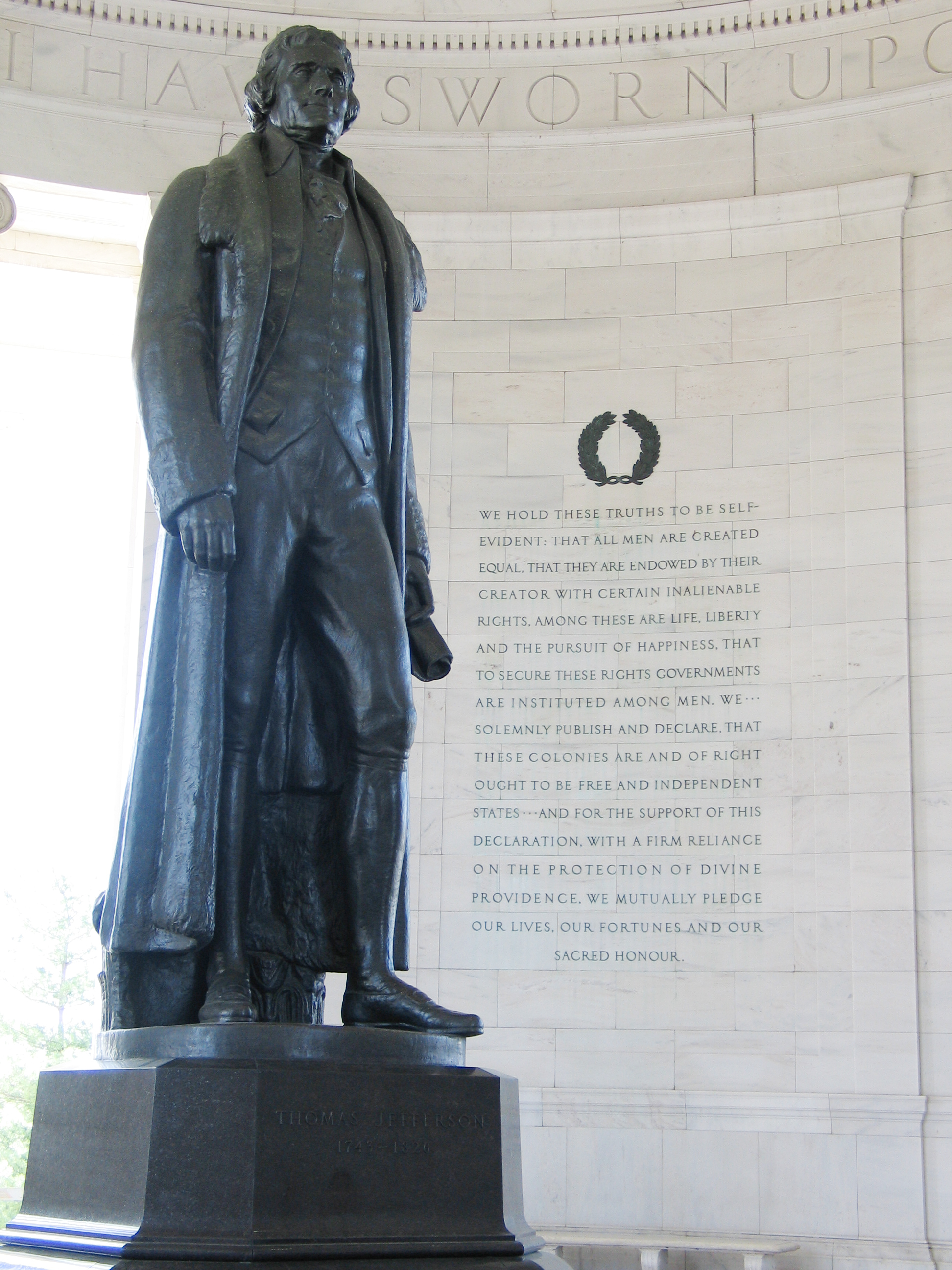
تمثال جيفرسون مع وثيقة الإعلان عن الاستقلال

## مقالات ذات صلة
- قائمة النصب التذكارية الوطنية في الولايات المتحدة الأمريكية

## وصلات خارجية
- (بالإنجليزية) National Park Service: نصب التذكاري لجيفرسون
- 38°52′53″N 77°2′12″W / 38.88139°N 77.03667°W